# Joanna de Valois
Joanna de Valois (fr. Jeanne de France), (ur. 23 kwietnia 1464, w Nogent-le-Roi, zm. 4 lutego 1505, w Bourges) – hrabina Orleanu (w latach 1476-1498), królowa Francji (1498), księżna de Berry (1498-1505), zakonnica, święta Kościoła katolickiego.

## Życiorys
Joanna Francuska urodziła się, jako druga córka króla Francji – Ludwika XI i jego drugiej żony Karoliny Sabaudzkiej. Prawdopodobnie urodziła się zdeformowana, a całe swoje życie chorowała. 8 września 1476 (w wieku 12 lat), w Château de Montrichard, poślubiła kuzyna swojego ojca – Ludwika, księcia Orleanu (późniejszego króla Francji – Ludwika XII Walezjusza). Królową Francji została kiedy umarł jej brat – Karol VIII (1498 r.) i tron otrzymał jej mąż Ludwik. Wkrótce ich małżeństwo zostało kanonicznie unieważnione pod pretekstem rzekomego przymusu, pod którym Ludwik XII zgodził się na to małżeństwo. Joanna pozbawiona tytułu królewskiego otrzymała niewielkie księstwo – Berry. Rok później Ludwik ożenił się z wdową po poprzednim królu Anną Bretońską (małżeństwo to było konieczne, aby Francja mogła zatrzymać księstwo Bretanii).
Joanna otrzymała od byłego męża tytuł księżnej de Berry. W 1502 założyła zakon klauzurowy anuncjatek (sióstr od Zwiastowania). Zmarła w 1505. Nie wyszła ponownie za mąż i nie miała dzieci. Nie chowała urazy do swojego byłego męża i do końca życia modliła się za niego (Ludwik XII był trzykrotnie żonaty, ale nie miał męskich potomków).

## Kult
W 1742 papież Benedykt XIV ogłosił ją błogosławioną, a 28 maja 1950 (445 lat po swojej śmierci) została kanonizowana przez papieża Piusa XII.
Wspomnienie liturgiczne św. Joanny de Valois, w Kościele katolickim, obchodzone jest 4 lutego.